# 卡里博 (加利福尼亞州)
卡里博（英語：Caribou）是位於美國加利福尼亞州普盧默斯縣的一個人口普查指定地區。

## 地理
卡里博的座標為40°04′48″N 121°09′27″W / 40.08000°N 121.15750°W，而該地最高點為海拔高度1002米（即3287英尺）。

## 人口
根據2010年美國人口普查的數據，卡里博的面積為0.42平方千米，當中陸地面積為0.42平方千米，而水域面積為0.00平方千米。當地共有人口0人，而人口密度為每平方千米0人。